# Liste der Monuments historiques in Paillet
Die Liste der Monuments historiques in Paillet führt die Monuments historiques in der französischen Gemeinde Paillet auf.

## Liste der Bauwerke
| Bezeichnung       | Beschreibung              | Standort | Kennzeichnung | Schutzstatus | Datum | Bild           |
| ----------------- | ------------------------- | -------- | ------------- | ------------ | ----- | -------------- |
| Kirche St-Hilaire | Erbaut im 12. Jahrhundert | (Lage)   | PA00083654    | Inscrit      | 1925  | weitere Bilder |

## Liste der Objekte
- Monuments historiques (Objekte) in Paillet in der Base Palissy des französischen Kultusministeriums